# Teatro del Maggio Musicale Fiorentino
Il Teatro del Maggio Musicale Fiorentino, od Opera di Firenze, è un complesso multifunzionale di Firenze, realizzato in sostituzione del vecchio Teatro Comunale. Il complesso, progettato dallo studio ABDR Architetti Associati di Roma (Maria Laura Arlotti, Michele Beccu, Paolo Desideri, Filippo Raimondo), è la sede principale del Maggio Musicale Fiorentino, e ospita eventi musicali e culturali di varie tipologie. Il teatro, e tutte le attività ad esso collegate, vengono gestite direttamente dalla Fondazione Teatro del Maggio Musicale Fiorentino.
È situato nei pressi del Parco delle Cascine e della stazione Firenze Porta Al Prato, ed è dotato di una sala da 1890 posti, destinata al teatro lirico, un auditorium, intitolato al maestro Zubin Mehta da 1200, per i concerti sinfonici e la musica da camera, e una cavea all'aperto da 2000 posti.

## Storia
Il progetto di costruire un nuovo complesso culturale, in sostituzione del vecchio Teatro Comunale, nacque attorno al 2001, durante l'amministrazione di Leonardo Domenici e sull'esempio dell'Auditorium Parco della Musica di Roma, inaugurato nel 2002. Il concorso di progettazione fu vinto dallo studio di architettura ABDR Architetti Associati di Roma. L'acustica delle sale fu messa a punto dalla ditta tedesca Müller esperta in ingegneria del suono.
I lavori iniziarono nel 2008, affidati alle imprese Sac spa e Igit spa, e furono finanziati dalla Presidenza del Consiglio dei ministri, attraverso i fondi stanziati per il 150º anniversario dell'Unità d'Italia. L'inaugurazione del teatro, in assetto concertistico, avvenne il 21 dicembre 2011 con la Nona sinfonia di Beethoven diretta dal maestro Zubin Mehta, in occasione del termine dei lavori di realizzazione di tutte le volumetrie architettoniche. In seguito l'edificio fu chiuso per consentire, grazie a finanziamenti aggiuntivi, la realizzazione della macchina scenica necessaria per consentire l'allestimento delle opere liriche. La consulenza scenotecnica e multimediale fu affidata a Enrico Moretti e Maria Cairoli (Biobyte) e realizzata dall'Impresa SAC in 23 mesi di cantierizzazione. In corso d'opera i costi di realizzazione sono notevolmente lievitati, fino ad oltre 260 milioni di euro.

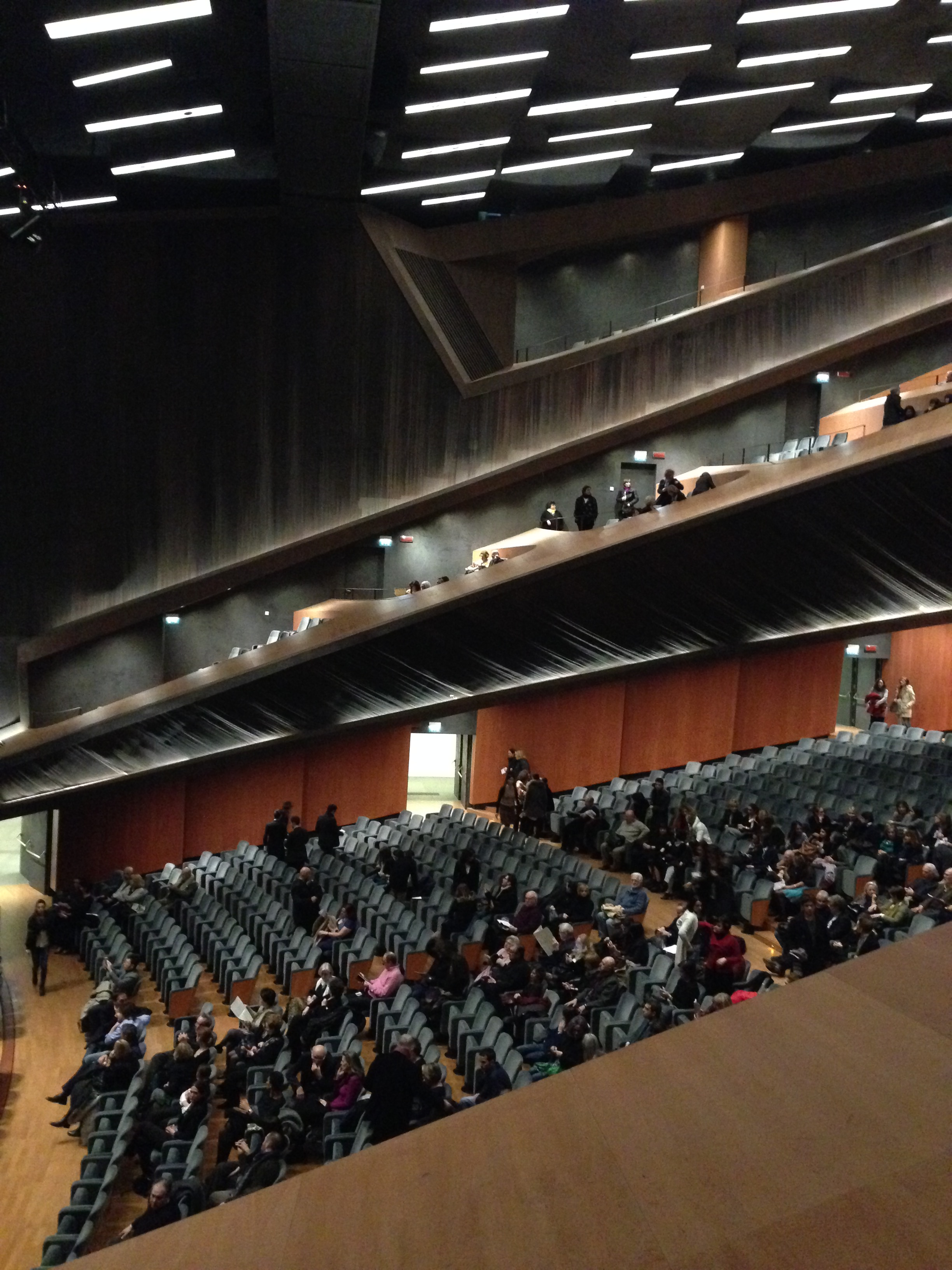
Sala

Il 10 maggio 2014, con un gala di apertura, la struttura fu definitivamente aperta al pubblico insieme alla piazza antistante, intitolata a Vittorio Gui, fondatore della Stabile Orchestrale Fiorentina. Nello stesso anno, il complesso ha vinto il premio nazionale Inarch/ANCE come migliore opera realizzata in Italia. La prima stagione operistica completa fu quella 2014-2015, che iniziò il 25 settembre con Il campiello di Wolf-Ferrari con Luca Canonici. Con la piena attivazione della nuova struttura, il precedente e poco distante Teatro comunale fu dismesso nel 2014, e demolito nel 2021 per la creazione di appartamenti di lusso.
Il 21 dicembre 2021, a dieci anni esatti dall’inaugurazione della Sala Grande, è stato inaugurato un auditorium da circa 1200 posti e intitolato a Zubin Mehta, che costituisce la terza sezione del Parco della Musica di Firenze. Questo spazio, concepito per i concerti sinfonici, è modulabile, può essere ridotto a 500 posti per i concerti di musica da camera e può ospitare anche conferenze e convegni. All'interno dell'auditorium sono stati riposizionati gran parte degli arredi di pregio che decoravano il demolito Teatro Comunale, come i lampadari e le plafoniere in poliedri di vetro di Venini disegnate da Carlo Scarpa, i sette bassorilievi monumentali di Bruno Innocenti, l’affresco di Gianni Vagnetti, i mascheroni di Mario Moschi.
Dal gennaio al dicembre 2022 la Sala Grande del teatro è rimasta chiusa per consentire alcuni lavori volti al miglioramento della macchina scenica, con il completamento dei ponti mobili del palcoscenico, e della visibilità dei posti in galleria. In quel periodo è rimasta attiva la Sala Zubin Mehta, che, grazie al boccascena mobile e alla buca d'orchestra ottenuta abbassando parte del palcoscenico, ha ospitato anche opere liriche. Alla fine di dicembre 2022 la Sala Grande è ritornata pienamente operativa e funzionante: sono ripresi gli spettacoli al suo interno, che sono stati inaugurati da un nuovo allestimento del Don Carlo di Verdi. Dal 15 marzo 2023, in seguito alle dimissioni del sovrintendente in carica della "Fondazione del Maggio Musicale Fiorentino", il teatro è gestito da un commissario di nomina ministeriale. A marzo 2024, Carlo Fuortes è stato nominato quale nuovo sovrintendente della Fondazione.

## Contesto urbanistico
Il teatro del Maggio Musicale Fiorentino si inserisce in un'ampia rivalutazione dell'area tra piazza Vittorio Veneto e il parco delle Cascine, che ha visto negli ultimi anni l'interramento parziale del viale Fratelli Rosselli, la realizzazione della linea tramviaria e il recupero della stazione Leopolda e delle zone circostanti.
La stessa struttura è stata realizzata in sostituzione delle Officine Ferroviarie di Firenze, trasferite in località Osmannoro. Contestualmente al Teatro è stato realizzato un giardino recintato, confinante con le sale espositive della Leopolda e col fosso Macinante. Il vecchio cancello di accesso alle Officine è stato restaurato.